# Barát a bajban
A Barát a bajban (Skin) az Odaát című televíziós sorozat első évadának hatodik epizódja.

## Cselekmény
Sam egy e-mailt kap volt egyetemi barátja, Rebecca Warrentől, aki a segítségét kéri, ugyanis bátyját, Zachet letartóztatták barátnője meggyilkolása vádjával. Sam kérésére, a fivérek a missouri St. Louisba utaznak, ahol Dean rendőrnek adja ki magát, így eljutnak a tett helyszínére, illetve beszélnek Becky-vel, aki különös dolgokat mesél el nekik: az állítólagos gyilkosság előtt valaki betört a lakásukba, ellopta Zach ruháit, ráadásul az eset után a szomszéd kutyája is teljesen megbolondult. A legfurább azonban az, hogy a gyilkosság idejében Zach a húgával volt, ennek ellenére egy biztonsági szalag igazolja, hogy ez időben a fiú éppen barátnőjéhez, Emily-hez tartott. A videó felvételen Zach szeme rejtélyes módon sárgán világít. 
Becky később rájön, hogy Dean nem rendőr, így mindkettejüket elküldi maga mellől. A városban időközben újabb gyilkosság történik, melynek helyszínére később a fiúk szintén bejutnak, itt pedig vérnyomokat találnak, melyek a ház melletti szennyvízcsatornába vezetnek, ahol újabb vért és bőrdarabokat találnak. Dean és Sam előtt világossá válik, hogy az ügy mögött egy alakváltó áll, ez pedig magyarázatot ad arra, miért világít Zach szeme a felvételen. Váratlanul maga a lény jelenik meg, így a fivérek üldözőbe veszik, ám mikor a felszínen külön válnak, az alakváltó Dean "bőrébe bújik", majd leüti Samet. A fiú később megkötözve ébred a csatornában, előtte a még mindig bátyja alakját magára öltött szörnyeteg, aki kihasználva a Deantől elnyert emlékeket, elmondja Samnek, hogy testvére mindig is féltékeny volt rá, mivel neki nem voltak olyan alkalmai, mint neki, mint például az egyetem. Az alakváltó ezután elhagyja a helyet, később azonban felbukkan az igazi Dean, és kiszabadítja öccsét. Csakhogy amint az utcán sétálnak, egy kirakat mögötti tévében megpillantják Dean körözési fotóját, miszerint elfogta és megkínozta Becky-t, illetve néhány kommandóst is megtámadott. Mivel vissza akarják szerezni az Impalát, Sam lefoglalja a környékén ólálkodó rendőröket, míg Dean elhajt a kocsival. 
Dean később ismét ellátogat a csatornába, ahol ezúttal egy újabb fogva tartottat talál; Rebeccát. A fiú és Becky sietve a lány lakására mennek, ahová korábban Sam indult, mikor pedig megérkeznek, szemtanúi lesznek, amint Sam a még mindig Dean képében élősködő alakváltóval küzd. A harcnak végül Dean vet véget; pisztolyt ránt és lelövi a gyilkos lényt – emiatt Deanről később a hatóságok visszavonják a körözést, látva, hogy a fiú meghalt.  
Másnap Becky hálás köszönetet mond a fiúknak, és elárulja, hogy bátyját felmentették. A két fivér pedig szokásukhoz híven autóba ülnek, hogy folytassák útjukat apjuk után...

## Természetfeletti lények

### Alakváltó
Az alakváltó egy félig ember, félig állat-szerű teremtmény, mely képes állat, de legfőképpen emberi testet változtatni, pontosan felvenni az adott személy külsejét, beszédstílusát, mozdulatait, illetve emlékeit. Valószínűleg egykor emberi lényként született, ám az evolúció során megtanulta külsejét változtatni. Csatornákban él, ahol általában átalakul, és ide hozza áldozatait, melyekből napokig is elél. Kinézete hasonlít a legendabeli farkasemberéhez, mely valójában eme lényen alapszik, szeme a kamerában pedig rejtélyes módon világít. Megölni ezüst tárgyakkal – legfőképpen tőrrel és golyóval – lehet.

## Időpontok és helyszínek
- 2006. március 1-9. – St. Louis, Missouri

## Zenék
- Iron Butterfly – In A Gadda Da Vida
- Lynyrd Skynyrd – Poison Whiskey
- Filter – Hey Man, Nice Shot
- Free – All Right Now